# Apteragia quadrispiculata
Apteragia quadrispiculata är en rundmaskart som beskrevs av Jansen 1958. Apteragia quadrispiculata ingår i släktet Apteragia och familjen Protostrongylidae. Inga underarter finns listade i Catalogue of Life.